# Largo (album, Bill Rieflin)
Largo je společné studiové album hudebníků Billa Rieflina a Chrise Connellyho. Vydáno bylo v roce 2000 společností First World Music a jeho producenty byli Rieflin s Connellym. Kromě dvou coververzí obsahuje deska jedenáct autorských písní. Coververzemi jsou „Close Watch“ od Johna Calea a „Sea Song“ od Roberta Wyatta.

## Seznam skladeb
Autory všech skladeb jsou Bill Rieflin a Chris Connelly, pokud není uvedeno jinak.
1. „Largo“ – 7:56
2. „Pray'r“ – 4:52
3. „Strayed“ – 1:56
4. „Close Watch“ (John Cale) – 2:19
5. „Wake 1“ – 1:07
6. „Rondo“ – 3:10
7. „The Call Girls“ (Chris Connelly) – 3:17
8. „Salt of Joy “ – 2:28
9. „Wake 2“ – 0:48
10. „Wake 3“ – 1:50
11. „Prayer“ (Bill Rieflin) – 2:08
12. „Y“ – 2:57
13. „Sea Song“ (Robert Wyatt) – 3:23

## Obsazení
- Chris Connelly – zpěv, kytara
- Bill Rieflin – klavír, klávesy, doprovodné vokály
- April Acevez Cameron – viola
- Tyler Reilly – housle
- Fred Chalenor – basa
- Justine Foy – violoncello
- Caroline Lavelle – violoncello